# Antônio Martins de Siqueira
Antônio Martins de Siqueira (Alfenas, 31 de março de 1947) é um cientista e educador brasileiro. Foi reitor da Universidade Federal de Alfenas entre 2005 e 2010.

## Biografia
Antônio Martins de Siqueira é filho do ex-prefeito de Alfenas, José Martins de Siqueira e de Lina da Costa Siqueira; sendo descendente (quinto-neto), por ramo paterno, de Joaquim Martins Borralho - chamado "Joaquim Martins Alfena" - um dos irmãos Alfenas, que foram os pioneiros povoadores da cidade homônima.
Fez seus estudos primários no Grupo Escolar Minas Gerais, em sua cidade natal. Graduou-se em Farmácia e Bioquímica na Escola de Farmácia e Odontologia de Alfenas e em Ciências Biológicas na Faculdade de Filosofia Ciências e Letras Professor José Augusto Vieira. Fez  doutorado em microbiologia e imunologia, na Universidade de São Paulo.
Em 2005, Antônio Martins de Siqueira foi eleito Diretor-Geral da então EFOA/Ceufe, tal qual seu tio, Pedro Martins de Siqueira. Com a transformação desta em Unifal-MG, foi nomeado pelo ministro da educação como o reitor Pro Tempore da Universidade Federal de Alfenas.
O professor Antônio Martins de Siqueira conduziu em seu período como reitor, juntamente com toda a equipe de professores, técnicos e alunos da Unifal-MG, a maior expansão já vista por esta instituição, buscando de todas as formas manter o padrão de excelência de ensino, pesquisa e extensão.
Depois de aposentado, se filiou ao PSD e foi candidato à Vice-Prefeito de Alfenas nas eleições municipais de 2012.

## Artigos publicados
Siqueira, Antonio Martins de et alii
- Ação de extratos da Própolis G3, G6 E G12 sobre isolado de Cryptococcus neoformans ATCC 90112 (Action of extracts of Propolis G3, G6 and G12 on isolated of Cryptococcus neoformans ATCC 90112).
- Ação de extratos da Própolis  G3, G6 E G12 sobre Candida albicans Lutz 178 (Action of extracts of Propolis G3, G6 and G12 on Candida albicans Lutz 178).
- Atividade antifúngica da Própolis G12 sobre o isolado ATCC 90112 de Cryptococcus neoformans (Antifungical activity of Propolis G3 on isolated of the Cryptococcus neoformans ATCC 90112).
- Extração rápida de DNA genômico de Cryptococcus neoformans utilizando processador ultrassônico VibraCell VC 750 (Rapid extration of genomic DNA from Cryptoccus neoformans by ultrasonic processor VibraCell VC 750).
- Caracterização molecular do mating type a e alfa de isolados ambientais de Cryptococcus neoformans (Molecular characterization of a and alfa mating types in environmental isolates of Cryptococcus neoformans).